# Edward Said
Edward Wadie Saïd ['edwərd wædiːʕ sæʕiːd], w j. arabskim: إدوارد وديع سعيد, Idwārd Wadīʿ Saʿīd (ur. 1 listopada 1935, zm. 25 września 2003) – teoretyk literatury i krytyk kultury, Amerykanin pochodzenia palestyńskiego.

## Życie i działalność akademicka

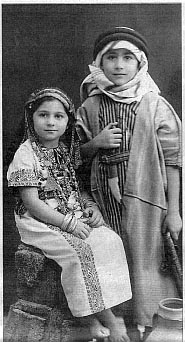
Edward Said z siostrą w Palestynie, 1940

Do 12 roku życia żył „pomiędzy dwoma światami” przebywając w Jerozolimie oraz Kairze. Edward Said pobierał naukę w Victoria College w Aleksandrii. Z uwagi na problemy, jakie sprawiał, w 1951 roku przeniesiony został przez rodziców do Mount Hermon School – prywatnej szkoły w Massachusetts w Stanach Zjednoczonych. Mimo że czuł się tam wyobcowany, wyróżniał się w nauce (w grupie około 160 wychowanków uzyskiwał zwykle najlepsze lub drugie z rzędu wyniki w nauce).
Władając biegle językiem angielskim, francuskim i arabskim Said uzyskał w 1957 roku licencjat na Uniwersytecie Princeton, a magisterium i doktorat odpowiednio w 1960 i 1964 roku na Uniwersytecie Harvarda. W roku 1963 uzyskał posadę akademicką na Columbia University, gdzie do końca życia był profesorem anglistyki i komparystyki (literaturoznawstwa porównawczego).
Zmarł w 2003 roku na białaczkę.

## Poglądy polityczne
Said był lewicowym intelektualistą, uznawanym za głównego rzecznika Palestyńczyków w USA. Przez wiele lat był członkiem władz Organizacji Wyzwolenia Palestyny, od czasu porozumień z Oslo krytykował Jasera Arafata i władze Autonomii Palestyńskiej. Porozumienia z Oslo uznawał za nieproporcjonalnie korzystne dla Izraela. Był przeciwnikiem dwupaństwowego rozwiązania konfliktu izraelsko-palestyńskiego, wypowiadając się na rzecz ustanowienia państwa dwunarodowego.

## Koncepcje i publikacje
Said jest autorem szeregu książek i esejów. Najbardziej znaną pozycją książkową Edwarda Saida pozostaje Orientalizm, w którym analizuje dyskursy akademickie, tworzące w świecie zachodnim obraz Orientu, prezentując wielowątkową perspektywę historyczną, filologiczną, hermeneutyczną itd. Said dekonstruuje je jako wiedzę służącą panowaniu i dominacji, inkorporującą w swe ciało mity i nie służącą harmonii międzycywilizacyjnej. Człowiek Orientu jawi się w nich jako istota bierna, irracjonalna i zarazem przedmiot szczególnego zainteresowania człowieka Zachodu.
Said położył w sposób spektakularny podstawy pod teorię studiów postkolonialnych swym Orientalizmem z 1978 roku. Palestyńczyk, profesor literatury, chrześcijanin mieszkający w USA, podjął problematykę sposobu przedstawiania Orientu w dyskursie zachodnim. Doszedł do wniosku, iż w pracach występuje głęboko zakorzeniony i powtarzający się obraz Innego, wyrażający zachodni styl dominacji, który nosi w sobie piętno władzy i przewagi nad Orientem, jest to więc obraz fałszywy. Dyskurs zachodni zasadza się na optyce zewnętrznej i Said pokazuje, w jaki sposób „obiektywizował” on rzeczywistość Orientu poprzez sztukę, literaturę, nauki społeczne. Mechanizmy te wyrażają się w cytacie z Kiplinga: „Wschód to Wschód, Zachód to Zachód i nigdy się nie spotkają”. Said poddaje rekonstrukcji pojęcie orientalizmu, także polską jego odmianę (na przykładzie Mickiewicza). Orientalista, mianowicie, opisuje Wschód całkowicie na potrzeby Zachodu. Badacz właściwie nie jest zainteresowany poznaniem, a jedynie wskazaniem cech odróżniających od ustalonych formuł. Przedstawia tendencyjnie, jednostronnie, zewnętrznie. „Produktem zewnętrznego spojrzenia” nazywa Said sztukę Ajschylosa, Persowie, gdzie autor oswaja Orient, wprowadzając zachodnich bohaterów.
Błędem dyskursu było charakteryzowanie Orientu, jako czegoś irracjonalnego, upadłego w przeciwieństwie do rozumnego, dojrzałego i normalnego Zachodu. To Zachód nadawał tożsamość Orientowi, sam tworzył jego obraz i brał go za realny. Orientalizm to zaś zespół ograniczeń, zawężenie myśli, narzucone przez europocentryzm. Said równocześnie zdefiniował orientalizm na kilka sposobów:
- jako sposób badań kulturowych określonego terytorium,
- jako sposób myślenia oparty na ontologicznym i epistemologicznym rozróżnieniu Wschodu i Zachodu,
- jako system myślenia prowadzący do dyskursywnego wykluczenia Wschodu,
- jako korporacyjny system popularyzowania Wschodu.

Edward Said postawił tezę mówiącą, iż percepcja definiuje dyskurs. Orientalizm (a więc dyskurs na temat Orientu, zrodzony w XVIII wieku) nie ma zakotwiczenia w realnej rzeczywistości i jest jedynie wartościującą jej interpretacją. Orient od zawsze stanowił dla Zachodu przedmiot kontroli, a równocześnie, jako Inny, niepokoił i fascynował. Orientalizm objaśniał tę fascynację i legitymizował nadrzędną pozycję Zachodu poprzez różny status cywilizacyjny.

## Tłumaczenia na język polski
- Orientalizm, wyd I: tł. Witold Kalinowski, wstęp Zdzisław Żygulski jun., Warszawa 1991, PIW, s. 471, seria Biblioteka Myśli Współczesnej, ISBN 83-06-01974-1; wyd II: tł. Monika Wyrwas-Wiśniewska. Poznań 2005, Wydawnictwo Zysk i S-ka, s. 512, ISBN 83-7298-647-9 (Orientalism 1978)
- Za ostatnim niebem. Palestyńczycy, tł. Michał Lipszyc, Warszawa 2002, Wydawnictwo Aletheia, ISBN 83-87045-92-6 (After the last sky. Palestinian lives 1986)
- Kultura i imperializm, tł. Monika Wyrwas-Wiśniewska, Kraków 2009, Wydawnictwo Uniwersytetu Jagiellońskiego, 396 s., seria Cultura, ISBN 978-83-233-2732-5 (Culture and imperialism 1993)
- (z Danielem Barenboimem) Paralele i paradoksy. Rozmowy o muzyce i społeczeństwie, tł. Aleksander Laskowski, Warszawa 2007, PIW, s. 159, seria Biblioteka Myśli Współczesnej, ISBN 978-83-06-03151-5 (Parallels and Paradoxes. Explorations in Music and Society 2002)
- Nieprzynależny; Myśli o wygnaniu; O przegranych sprawach; [z Imre Salusinszky] Teoria literatury w sferze publicznej (rozmowa), Literatura na Świecie nr 09-10/2008 (446-447), s. 5-39; 40-58; 59-91; 92-119
- O stylu późnym. Muzyka i literatura pod prąd, Ossolineum 2017